# 西川淳 (自動車評論家)
西川 淳（にしかわ じゅん、1965年 - ）は、日本の自動車評論家、編集者。
奈良県出身。京都大学工学部精密機械学科卒業。株式会社リクルートに入社し、中古車情報誌「カーセンサー」の編集に携わる。同誌「関東版」の副編集長を務めた後、1999年に退社。カーセンサー誌編集アドバイザーとなるとともに、現在はフリーランスの自動車評論家として、自動車雑誌や自動車関連ウェブサイトに寄稿するなどしている。日本カーオブザイヤー選考委員（2009-2010等）。

## 特徴
永遠のスポーツカー少年を自称し、専門は高級なスポーツカーであると自称している。雑誌等の評論でもそういう車種を担当することが多い。そのため、大衆車や特に国産車についてはテキトーな評論が多い。
愛車はフェラーリ・365GT4BB、ランボルギーニ・カウンタックLP400、日産・GT-R、ランボルギーニ・アヴェンタドールLP700-4など。初めての愛車はS56年型セリカXXでスカイラインはR30から乗り続けている。